# Peter Burke
Peter Burke   (Stanmore, 16 d'agost de 1937) és un prolífic historiador britànic i professor d'història cultural.
Va ser educat pels jesuïtes al St John's College, Oxford, on va obtenir el doctorat. Des de 1962 a 1979 va formar part de l'Escola d'Estudis Europeus a la Universitat de Sussex, per després passar a la Universitat de Cambridge a la que ostenta la càtedra d'Història Cultural. Així mateix és membre de l'Emmanuel College.
Al començament va estar molt influenciat per l'escola dels Annals, i interessat a treballar amb un dels seus principals líders, Fernand Braudel. Buscant un espai intel·lectual on els seus interessos d'historiador poguessin fertilitzar amb les discussions.
Burke no és només conegut pels seus treballs sobre l'Edat Moderna sinó que també destaca per les seves investigacions sobre la Història Cultural a tot el seu espectre. És un dels personatges cabdals en la renovació historiogràfica. A més, també defensa la necessitat de la multidisciplinarietat, per tal d'imbricar les especialitzacions i disciplines socials més properes a la història com a ciència. Defensa la complicitat dels diferents camps per tal de donar nous enfocaments i poder estudiar la realitat històrica des d'altres angles.
Paral·lelament és un dels estudiosos de la historiografia i del seu desenvolupament i trajectòria. Seus són els treballs d'investigació sobre l'escola dels Annals. A parts, ha fet moltes contribucions en el marc per definir un cos teòric i metodològic a la Història per dotar els investigadors d'aquells instruments necessaris per desenvolupar les seues recerques.

## Obres
Entre les seves obres més importants hi ha:
- El Renaixement italià (1972)
- Cultura popular a Europa moderna primerenca(1978)
- El Renaixement (1987)
- Història i Teoria Social(1991)
- Variedades de la historia cultural (1997)
- Noves perspectives històriques sobre l'escriptura (2001) (editor i col·laborador)
- La fabricació de Louis XIV(1992)
- L'art de la conversa(1993)
- Una Història Social del Coneixement(2000)
- El Renaixement europeu: centres i perifèries(1998)
- Eyewitnessing (2000)
- Què és Història Cultural? (2004).
- Llengües i comunitats a Europa moderna primerenca (2006).
- Història social del coneixement: de Gutenberg a Didedot 2002.
- Vist i no vist: l'ús de la imatge com a document històric 2001.
- Maneres d'història cultural 2000.
- La cultura popular a l'Europa moderna 1997.
- Venècia i Amsterdam: estudi sobre les elits del segle xvii 1996.
- Parlar i callar: funcions socials del llenguatge a través de la història 1996.
- La fabricació de Lluís XIV 1995.
- La revolució historiogràfica francesa: l'escola dels Annales 1929-1984 1994.
- El renaixement 1993.
- El renaixement italià: cultura i societat a Itàlia 1993.
- Formes de fer la història 1993.
- La cultura popular a l'Europa moderna 1990.
- Sociologia i història 1987.
- Montaigne 1985.